# Mohamed Bahari
Mohamed Bahari (Sidi Bel Abbes, 29 de junho de 1976) é um boxeador da Argélia, quem ganhou a medalha de bronze da divisão média (até 75 kg) nos Jogos Olímpicos de Verão de 1996 em Atlanta.